# 163-я пехотная дивизия (вермахт)
163-я пехотная дивизия (нем. 163. Infanterie-Division) — тактическое соединение сухопутных войск вооружённых сил нацистской Германии периода Второй мировой войны. Стандартная пехотная дивизия седьмой волны мобилизации.

## История
163-я немецкая пехотная дивизия была сформирована в 18 ноября 1939 года в районе Далльгов-Дёбериц.
В апреле 1940 года дивизия получила боевое крещение при вторжении в Норвегию, совершив высадку в Осло, Кристиансанн, Арендал, и Ставангер. После этого соединение осталось выполнять оккупационные функции в Норвегии до июня 1941 года.
Первоначально для штурма советской военно-морской базы Ханко была также предназначена 163-я пехотная дивизия, которая в конце июня 1941 года стала прибывать в Финляндию из Норвегии. Но в связи с упорной обороной РККА в Карелии эту дивизию перебросили туда.
К началу операции «Барбаросса» находилась в резерве финской Карельской армии, использовалась для поддержки операций на реке Свирь.
В феврале 1942 года дивизия вошла в состав 36-го горного корпуса вблизи Кандалакши, и дислоцировалась там до момента выхода Финляндии из войны в 1944 году. Осенью 1944 года выведена в Норвегию.
В начале 1945 года дивизия была переведена в Германию, была резервом в Берлине. Затем дивизия была включена в состав 10-го армейского корпус СС и была уничтожена в боях с советскими войсками в Померании в марте 1945 года.

## Организация
- Пехотный полк 307
- Пехотный полк 310
- Пехотный полк 324
- Артиллерийский полк 234
- Инженерный батальон 234
- Полевой батальон 234

## Командующие
- 25 октября 1939 — 14 июня 1942 — артиллерийский генерал Эрвин Энгельбрехт
- 15 июня 1942 — 29 декабря 1942 — генерал пехоты Антон Достлер
- 29 декабря 1942 — март 1945 — генерал-лейтенант Карл Рубель